# Gamaliel VI
Gamaliel VI est le dernier nassi du Sanhédrin (IVe / Ve siècle).
On ne sait que peu de choses sur sa vie et les données proviennent essentiellement de sources non juives. Gamaliel VI entretient de bonnes relations avec l'empereur Théodose Ier et ses successeurs Arcadius et Honorius comme l'indique différents édits du Codex Theodosianus. Une loi datée du 24 avril 396 interdit qu'il soit insulté en public. Sa situation se dégrade sous Théodose II. Un décret du 20 octobre 415 restreint son autorité, lui retire ses privilèges et ses titres honoraires, dont celui d'« illustre préfet honoraire du prétoire ». Il lui interdit de construire de nouvelles synagogues et lui ordonne de détruire celles situées dans des sites inhabités. Lorsqu'il meurt en 425, l'empereur Théodose II n'autorise pas la désignation d'un successeur, mettant ainsi fin au titre.
Gamaliel VI était aussi médecin et son contemporain, le médecin chrétien Marcellus Empiricus de Bordeaux indique tenir de lui un de ses remèdes.
Deux autres témoignages se rapportent peut-être à Gamaliel VI, à moins qu'il ne s'agisse de Gamaliel V. Le premier émane de Jérôme de Stridon qui rapporte que l'empereur Théodose Ier aurait fait exécuter un haut fonctionnaire romain appelé Esychius pour s'être emparé de documents appartenant au patriarche. Dans les années 388-393, Gamaliel entretient une correspondance avec l'orateur païen Libanios d'Antioche. Cependant, seules les lettres de Libanios ont été conservées, mais pas celles de Gamaliel à Libanios.